# 정현 (야구 선수)
정현(鄭炫, 1994년 6월 1일 ~ )은 전 KBO 리그 NC 다이노스의 내야수이다.

## 삼성 라이온즈시절
2013년 1라운드 지명(전체 10순위)을 받아 입단했다. 시즌 중 밴덴헐크를 대신해 1군에 처음 올라왔고, 김상수의 손목 통증으로 인해 그가 데뷔 전에서 유격수로 첫 선발 출장했다. 경기에서 윤희상을 상대로 데뷔 첫 안타를 기록했다.
그러나 2014년에는 성장이 지체되고 있다는 지적을 받아 1군에 별로 올라오지 못했다.

## 상무 야구단시절
2014년 시즌 후에 지원해 합격했다. 입대 전 2014년 11월 28일 kt 위즈로부터 전력 보강 선수 지명을 받아 전역 후 이적하게 됐다.

## kt 위즈시절
2017년부터 활동했다. 데뷔 첫 세 자릿수 안타를 기록하는 등 쏠쏠한 활약으로 주전으로 성장했다.

## SK 와이번스&SSG 랜더스시절
2019년 5월 20일 당시 kt 위즈 소속이었던 그와 오준혁, SK 와이번스 소속이었던 박승욱, 조한욱과 2:2 트레이드를 통해 이적했다.

## NC 다이노스시절
2021년 5월 21일 당시 SSG 랜더스 소속이었던 그와 정진기, NC 다이노스 소속이었던 김찬형과 1:2 트레이드를 통해 이적하였다. 2022년 8월에 방출됐다.

## 출신 학교
- 부산 수영초등학교
- 부산 대천중학교
- 부산고등학교

## 통산 기록
| 연도 | 팀명  | 타율  | 경기 | 타수 | 득점 | 안타 | 2루타 | 3루타 | 홈런 | 루타 | 타점 | 도루 | 도실 | 볼넷 | 사구 | 삼진 | 병살 | 실책 |
| ---- | ----- | ----- | ---- | ---- | ---- | ---- | ----- | ----- | ---- | ---- | ---- | ---- | ---- | ---- | ---- | ---- | ---- | ---- |
| 2013 | 삼성  | 0.190 | 8    | 21   | 3    | 4    | 1     | 0     | 1    | 8    | 2    | 0    | 0    | 0    | 0    | 5    | 1    | 0    |
| 2014 | 삼성  | 0.000 | 5    | 3    | 0    | 0    | 0     | 0     | 0    | 0    | 0    | 0    | 0    | 0    | 0    | 2    | 0    | 0    |
| 2017 | kt    | 0.300 | 124  | 350  | 45   | 105  | 20    | 3     | 6    | 149  | 42   | 4    | 2    | 18   | 22   | 69   | 14   | 10   |
| 2018 | kt    | 0.265 | 65   | 117  | 16   | 31   | 7     | 0     | 2    | 44   | 9    | 3    | 0    | 9    | 0    | 28   | 3    | 8    |
| 2019 | SK    | 0.079 | 27   | 38   | 3    | 3    | 0     | 0     | 0    | 3    | 2    | 1    | 1    | 6    | 0    | 17   | 1    | 0    |
| 2020 | SK    | 0.152 | 89   | 112  | 14   | 17   | 4     | 0     | 2    | 27   | 4    | 0    | 2    | 11   | 2    | 34   | 3    | 7    |
| 2021 | NC    | 0.222 | 68   | 117  | 14   | 26   | 5     | 1     | 0    | 33   | 7    | 0    | 1    | 17   | 7    | 24   | 7    | 4    |
| 통산 | 7시즌 | 0.245 | 386  | 758  | 95   | 186  | 37    | 4     | 11   | 264  | 66   | 8    | 6    | 61   | 31   | 179  | 29   | 29   |